# 何でもウメェー
『何でもウメェー』（なんでもウメェー、原題：Billy Boy　公開：1954年5月8日）は、アメリカ合衆国の映画会社メトロ・ゴールドウィン・メイヤー (MGM) に所属していたアニメーターのテックス・アヴェリーによる作品のひとつ。

## スタッフ
- 監督 - テックス・アヴェリー
- 制作総括 - フレッド・クインビー
- アニメーション制作 - ロバート・ベントレー、ウォルター・クリントン、マイケル・ラー、レイ・パターソン、グラント・シモンズ
- 脚本 - ヘック・アレン
- 音楽 - スコット・ブラッドリー

## 内容
片田舎の農家に住むお人好しのオオカミが、捨て子となった子ヤギのビリーを預かることになった。食いしん坊のビリーは丈夫な歯を持ち、あたりのものは全て食べてしまう。さすがのオオカミもこれには困り果て、凧に縛り付けて遠くへ飛ばそうとしたり、車に乗せて外へ連れ出したりするが、何でも食べてしまうビリーから逃れることはできない。そこで線路へビリーを連れて行くと、ビリーは果てしなく続く線路を食べながら去って行く。オオカミはこれで一安心と思いきや、何と全米の線路を食い尽くして戻ってきてしまう（全米の各州を回ったため、身体中にスタンプが押されている）。戻ったビリーに家を食べられてしまったオオカミは、月明かりに目覚めてあきれ返ってしまう。最後はロケットにビリーを縛り付けて月まで飛ばしてしまう。するとその月がビリーに食べられ、みるみるなくなってしまう。暗くなったところでオオカミがマッチに火をつけ、「これで安心して眠れますね」というハッピーエンドとなる。旧地上波放送ではなぜか元のクレジットがOP後に流れた。

## 登場するキャラクター
オオカミ
南部訛りののんびり屋。「Kingdom Coming」を口笛で吹いている。放っておいたら何でも食い尽くす子ヤギに悩まされ、追い出そうとするが何をやってもうまくいかない。
子ヤギ
名前はビリー。辺りのものは何でも食べてしまい、彼を引き取ったオオカミを困らせる。大食漢で全米の線路から月までも喰い尽くしてしまう。

## 日本でのTV放映
TBS版の『トムとジェリー』の短編に挟まれて放映されていた。